# Formica nigricans
Formica nigricans é uma espécie de formiga do gênero Formica, pertencente à subfamília Formicinae.